# أندريه سيويرين (لاعب كرة سلة)
أندريه سيويرين (بالبولندية: Andrzej Seweryn)‏ (و. 1948  م) هو لاعب كرة سلة بولندي، ولد في كراكوف، شارك في الألعاب الأولمبية الصيفية 1972، وبطولة أمم أوروبا لكرة السلة 1973، وبطولة أمم أوروبا لكرة السلة 1975، وبطولة أمم أوروبا لكرة السلة 1971، وبطولة أمم أوروبا لكرة السلة 1969، وبطولة أمم أوروبا لكرة السلة 1979، مركز لعبه هو هجوم خلفي.

## روابط خارجية
- أندريه سيويرين على موقع الاتحاد الدولي لكرة السلة (الإنجليزية)
- أندريه سيويرين على موقع سبورتس رفرنس (الإنجليزية)
- أندريه سيويرين على موقع أوليمبيديا (الإنجليزية)
- أندريه سيويرين على موقع اللجنة الأولمبية البولندية (مؤرشف) (البولندية)
- أندريه سيويرين على موقع اللجنة الأولمبية البولندية (مؤرشف) (البولندية)